# Pararhabdochaeta
Pararhabdochaeta este un gen de muște din familia Tephritidae.

Cladograma conform Catalogue of Life:
| Pararhabdochaeta | \| \| Pararhabdochaeta albolineata \| \| \| \| \| \| Pararhabdochaeta brachycera \| \| \| \| \| \| Pararhabdochaeta convergens \| \| \| \| |
|                  | \| \| Pararhabdochaeta albolineata \| \| \| \| \| \| Pararhabdochaeta brachycera \| \| \| \| \| \| Pararhabdochaeta convergens \| \| \| \| |
|                  | Pararhabdochaeta albolineata |
|                  | |
|                  | Pararhabdochaeta brachycera |
|                  | |
|                  | Pararhabdochaeta convergens |
|                  | |